# 3078 Horrocks
3078 Horrocks (1984 FG) là một tiểu hành tinh vành đai chính được phát hiện ngày 31 tháng 3 năm 1984 bởi Bowell, E. ở Flagstaff (AM).